# جیم بلین
جیم بلین (انگلیسی: Jim Blinn؛ زادهٔ ۱۹۴۹ (۷۵–۷۶ سال)) یک دانشمند در زمینه علوم رایانه اهل ایالات متحده آمریکا است.